# Philipp Rytz
Philipp Rytz (* 7. Dezember 1984 in Biel) ist ein Schweizer Eishockeyspieler, der zuletzt beim EHC Olten in der Swiss League unter Vertrag stand. Sein Bruder Simon ist ebenfalls ein professioneller Eishockeyspieler.

## Karriere
Philipp Rytz begann seine Karriere als Eishockeyspieler in seiner Heimatstadt beim EHC Biel, für dessen Profimannschaft er von 2000 bis 2003 in der Nationalliga B aktiv war. Die folgenden vier Jahre verbrachte der Verteidiger beim Genève-Servette HC in der Nationalliga A. In seinem ersten Jahr bei den Genfern kam er zudem zu acht Einsätzen als Leihspieler für den NLB-Teilnehmer HC Sierre. Von 2007 bis 2010 trat er für den SC Bern an, mit dem er in der Saison 2009/10 den Schweizer Meistertitel gewann. Auch in Bern wurde er im ersten Jahr zeitweise ausgeliehen und kam zu vier Einsätzen für den NLB-Teilnehmer Young-Sprinters Hockey Club. 
Zur Saison 2010/11 wurde Rytz von Fribourg-Gottéron verpflichtet, verließ diesen jedoch bereits nach einem Jahr wieder und schloss sich dem NLA-Ligarivalen SCL Tigers an. Mit diesem stieg er 2013 in die zweite Spielklasse (NLB) ab, ehe er im April einen Zweijahresvertrag beim  Lausanne HC erhielt. Auf die Saison 2016/17 wechselte Rytz zum NLB-Team SC Langenthal. 2017 erreichte er mit dem Team den NLB-Meistertitel. Zur Saison 2019/20 unterschrieb er einen Zweijahresvertrag beim Ligakonkurrenten EHC Olten, bei dem er zum Mannschaftskapitän ernannt wurde.

### International
Für die Schweiz nahm Rytz an der U18-Junioren-Weltmeisterschaft 2002 teil. Im Turnierverlauf bereitete er in acht Spielen ein Tor vor. 

## Erfolge und Auszeichnungen
- 2010 Schweizer Meister mit dem SC Bern
- 2019 SL-Meister mit dem SC Langenthal

## NLA-Statistik
(Stand: Ende der Saison 2011/12)